# Mojżesz Wasercug
Mojżesz Wasercug, jid. Mosze Wassercug (ur. ok. 1742, zm. 1832 w Płocku) – polsko-żydowski pamiętnikarz i szochet.

## Życie
Był synem handlarza tkanin. Do śmierci swojego ojca zajmował się studiowaniem Talmudu i Biblii. Potem przejął interes, lecz przez brak doświadczenia w przemyśle tekstylnym stracił cały dobytek. Chcąc polepszyć swoją sytuację finansową zdecydował się wyjechać do Niemiec, aby pracować w żydowskiej społeczności. Przez dziewięć miesięcy szkolił się w Poznaniu do zawodu szechity, rytualnego rzezaka. Po zdobyciu edukacji udał się na targ do Frankfurtu nad Odrą i został zatrudniony w Gryfinie. Pełnił funkcje nauczyciela, księgowego i urzędnika gminy żydowskiej. Dzięki jego inicjatywie w mieście została zbudowana synagoga. Wasercug nie dostawał regularnej zapłaty i pracował dodatkowo jako lichwiarz. Po niedługim czasie zbankrutował i powrócił do rodzinnego miasta. W latach osiemdziesiątych XVIII wieku związany był ze społecznością żydowską w Kórniku. Przez częste spory z władzami społeczności, po III rozbiorze Polski przyjął ofertę pracy w Płocku jako urzędnik i sekretarz gminy. Propozycję zdobył dzięki umiejętności mówienia po niemiecku, co było niezbędne w zaborze pruskim. Pod koniec swojego życia zbudował gospodę i polepszył status finansowy swojej rodziny. Zmarł najprawdopodobniej w Płocku, gdzie mieszkał od 1795 roku
Łączył wierność żydowskiej tradycji z przywiązaniem do kultury polskiej i niemieckiej. Rozmawiał po polsku ze swoją żoną, a na początku XIX wieku razem ze swoim przyjacielem obejrzał komedię w teatrze w Płocku. Czyni go to pierwszym znanym z nazwiska Żydem obecnym na przestawieniu w polskim teatrze.

## Nazwisko
Kiedy władze pruskie nakazały Żydom przyjąć nazwiska, Wasercug wybrał swoje nawiązując do doświadczenia z dzieciństwa, kiedy cudem uniknął utonięcia. Wasercug, co znaczy „wyciągnięty z wody”, może odnosić się również do biblijnego Mojżesza, który został wyłowiony z rzeki jako dziecko.

## Pamiętniki
W jednym z najwcześniejszych pamiętników napisanych przez Żydów polskich, Wasercug opisuje swoje prywatne życie i działalność lokalnych gmin żydowskich. Wielkie historyczne wydarzenia, rozbiory Polski, wojny napoleońskie, ustanowienie Księstwa Warszawskiego, są jedynie wspomniane lub w ogóle ominięte w jego narracji. Dzięki pamiętnikowi dowiadujemy się o codziennym życiu społeczności żydowskich z Wielkopolski, gdzie status społeczny i ekonomiczny Żydów zdecydowanie różnił się od reszty Polski.
Wnuk Wasercuga przedstawił pamiętniki swojego dziadka Henrykowi Loewe, który był badaczem żydowskich tradycji i aktywistą syjonistycznym. Wspomnienia, zawierające 28 ciasno zapisanych stron, zostały wydane w 1910 roku.